# گنجشک بیابانی
گنجشک بیابانی (نام علمی: Passer simplex) نام یک گونه از سرده گنجشک‌های راستین است.